# Convento della Madonna della Pace
Il convento della Madonna della Pace  è un edificio sacro situato in località Botinaccio nel comune di Montespertoli.
Il convento fu costruito alla fine del Cinquecento su un terreno di proprietà dei Frescobaldi e affidato ai frati dell'Osservanza di San Francesco.
I frati abbellirono la chiesa, costruirono il coro ligneo e nel 1654 collocarono due altari in pietra nelle cappelle laterali.
Il convento si sviluppa intorno a un chiostro rettangolare; nelle lunette si trovavano delle tempere, eseguite nel 1686, con episodi della vita di San Francesco. Dal chiostro si accede agli ambienti conventuali: la chiesa, le celle, la dispensa, il refettorio, la foresteria.
In passato il convento era luogo di ritrovo di varie Compagnie religiose, in particolare in occasione delle feste del Perdono e della Natività della Vergine (2 agosto e 8 settembre).